# Ith
De Ith is een lage bergrug in de Duitse deelstaat Nedersaksen. Het ligt ca 40 km ten zuidwesten van Hannover en is met ca 22 km de langste klif in Noord-Duitsland. Het hoogste punt is de Lauensteiner Kopf, met daarop de Ith-toren op 439 m.
De Ith wordt door de meeste geografen tot het Leinebergland gerekend, door een minderheid tot het Wezerbergland.
Nabij de Ith gelegen plaatsen zijn o.a. Coppenbrügge aan de noordwestkant, Salzhemmendorf en Duingen aan de oostkant, Eschershausen aan de zuidkant en Bodenwerder aan de zuidwestkant.

## Geologie
De bergrug is ontstaan tijdens de Jura, 200-150 miljoen jaar geleden, wat uit de verschillende soorten kalksteen naar voren komt.
Van de Ith zijn verschillende grotten bekend, sommige met archeologische waarden. De bergrug zelf loopt van noordwest naar zuidoost. In zijn verlengde ligt een soortgelijke, maar meer beboste en minder steile bergrug met de naam  Hils. De Hils werd bekend vanwege mijnbouwactiviteiten, o.a. Bruinkool, asfalt, kalksteen, krijt voor schoolbordkrijt. In de ondergrondse mijngangen legden de nazi's tijdens de Tweede Wereldoorlog voor hun wapenindustrie enkele ondergrondse dwangarbeiderskampen aan (zie: Holzen (bij Eschershausen)). Hiervan is na de oorlog vrijwel niets overgebleven. 

## Sport en toerisme

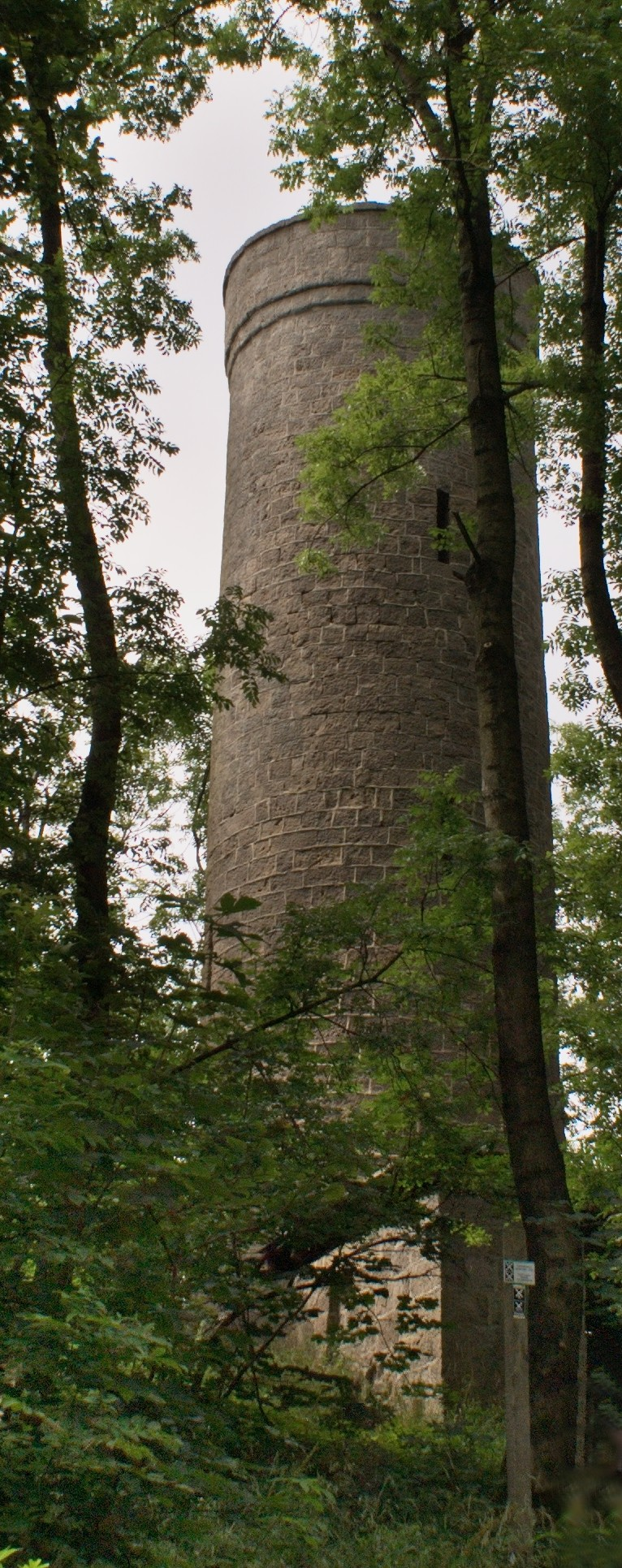
De Ith-toren

De Ith is een toeristische trekpleister voor wandelen, mountainbiken, rotsklimmen en zweefvliegen.
Over de kam van de Ith loopt de Europese wandelroute E11. De E11 loopt van Den Haag naar Tallinn in Estland.
Van de talrijke en markante rotsformaties en klippen is een deel vrijgegeven voor bergbeklimmen. Met de tot 30m hoge Lüerdissener Klippen en andere rotsen geldt de Ith als het belangrijkste klimgebied van Nedersaksen. Zie voor de sedert 2015 geldende beperkingen op dit gebied onder Coppenbrügge. De meeste rotsen hebben namen zoals „Adam en Eva“, de „Kameel“ en de „Duivelskeuken“.
Bij Holzen bij Eschershausen ligt op de grens van de bergruggen Ith en Hils de in de lente en zomer toegankelijke Rothesteinhöhle